# Mordacia
Mordacia — рід водних тварин родини Міногових (Petromyzontinae).
Рід включає три види:
- Mordacia lapicida (Gray 1851)
- Mordacia mordax (Richardson 1846)
- Mordacia praecox Potter 1968